# 모로코의 경제
모로코의 경제는 수요와 공급의 법칙에 의해 지배되는 비교적 자유주의적인 경제로 여겨진다. 1993년 이래로 모로코는 정부의 수중에 있던 특정 경제 부문의 민영화 정책을 따랐다. 모로코는 아프리카 경제 문제에 있어서 주요 참여국이 되었고, 국내총생산(PPP) 기준으로 5번째로 큰 아프리카 경제국이다. 세계 경제 포럼은 2014년~2015년 아프리카 경쟁력 보고서에서 모로코를 북아프리카에서 가장 경쟁력 있는 경제 1위로 선정했다.
서비스 부문은 국내총생산의 절반을 조금 넘는다. 광업, 건설 및 제조업으로 구성된 산업 부문은 추가 분기이다. 가장 높은 성장률을 기록한 부문은 관광, 통신, 섬유 분야이다. 그러나 모로코는 여전히 GDP의 약 14%를 차지하지만 모로코 인구의 40~45%를 고용하는 농업에 과도하게 의존하고 있다. 반건조 기후로, 좋은 강수량을 보장하기가 어렵고 모로코의 GDP는 날씨에 따라 달라진다. 재정적자 및 부채가 국내총생산(GDP)의 백분율로 감소하면서 재정 신중성이 통합을 허용했다.
그 나라의 경제 체제는 외부 세계에 대한 개방이 많은 것이 특징이다. 아랍권에서 모로코는 2017년 현재 이집트에 이어 두 번째로 큰 비석유 GDP를 가지고 있다.
1980년대 초부터 모로코 정부는 국제 통화 기금, 세계은행, 파리 클럽의 지원을 받아 경제 성장을 가속화하기 위한 경제 프로그램을 추구해 왔다. 2018년부터, 국가의 통화인 디르함은 경상수지 거래를 위해 완전히 전환될 수 있고, 금융 부문의 개혁이 실행되었으며, 국영 기업들은 민영화되고 있다.
모로코 경제의 주요 자원은 농업, 인산염 광물, 관광이다. 생선과 해산물의 판매도 중요하다. 산업과 광업은 연간 GDP의 약 3분의 1을 기여한다. 모로코는 미국과 중국에 이어 세계에서 세 번째로 큰 인산염 생산국이며, 국제 시장에서 인산염의 가격 변동은 모로코 경제에 큰 영향을 미친다. 독립 이후 관광과 노동자들의 송금이 중요한 역할을 해 왔다. 섬유 및 의류 생산은 2002년 전체 수출의 약 34%를 차지하여 산업 인력의 40%를 고용한 성장하는 제조업 부문의 일부이다. 정부는 2001년 12억7천만달러에서 2010년 32억9천만달러로 3개 수출을 늘리기를 희망하고 있다.
높은 수입 비용, 특히 석유 수입 비용이 주요 문제이다. 모로코는 구조적인 실업과 막대한 대외 부채로 고통 받고 있다.
2017년 청년 실업률은 42.8%였다. 일자리의 약 80%는 비공식적이고 소득 격차는 매우 크다. 2018년, 모로코는 인간 개발 지수(HDI)에서 알제리(82위)와 튀니지(91위)에 이어 세계 189개국 중 121위를 차지했다. 비정부기구 옥스팜에 따르면, 이 나라는 북아프리카에서 가장 불평등한 나라이다.

## 거시경제동향
모로코는 지난 반세기 동안 지속적인 성장을 이룬 상당히 안정된 경제이다. 1인당 경상 GDP는 1960년대에 47% 성장하여 1970년대에 274%의 최고 성장률을 기록했다. 그러나 이는 지속 불가능한 것으로 판명되었고 1980년대에는 8.2%, 1990년대에는 8.9%로 급격히 축소되었다.

## 최근의 발전

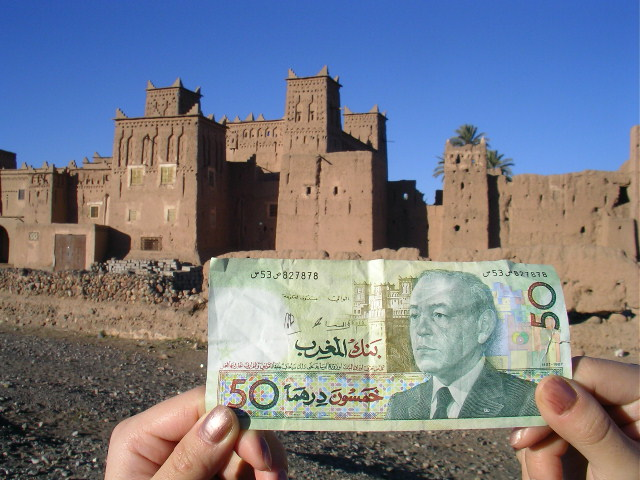
50 디르함 및 요새 배경화면

모로코의 최근 몇 년간의 건전한 경제 운용은 강력한 성장과 투자 등급의 지위를 제공했고 그것은 세계 위기의 부정적인 영향을 인상적으로 잘 견뎌내고 있다. 모로코는 현재 절대빈곤율을 낮추고 양질의 교육을 통해 인적자원에 투자하며 식수에 대한 접근성을 넓히고 도로 투자를 통해 농촌과 시장을 연결함으로써 지속적인 사회문제를 해결하고 있다.
모로코는 특히 지난 10년간의 발전에도 불구하고 인간 개발 성과에 대한 도전에 직면해 있다. 전반적인 문맹률과 중등교육 접근에서의 성 격차는 여전히 높으며 국가는 영아 사망률과 산모 사망률에 대한 좋지 않은 결과를 계속 겪고 있다. 모로코는 또한 경제를 다각화하고 경쟁력을 높이며 더 높은 성장 수준에 도달하기 위해서는 세계 경제에 더 많이 통합될 필요가 있다.
정부는 이러한 도전을 인식하고 광범위한 정치적, 경제적, 사회적 차원을 가진 법률, 정책 및 제도적 현대화의 야심찬 과정을 시행하고 있다. 전체 국가 비전에 대응하고 명확하고 측정 가능한 목표와 지표로 개발 과제를 목표로 하는 종합적인 새로운 부문 전략을 설계하고 구현하고 있다.
모로코 경제는 2003년~2007년 전년대비 4.9% 성장을 포함하여 2000년부터 2007년까지 정부 개혁과 지속적인 연간 성장률이 4~5%에 달해 불과 몇 년 전보다 훨씬 더 건실하다. 경제 성장은 카사블랑카나 탕헤르와 같은 새로운 서비스와 산업 극지방이 발전하면서 훨씬 더 다양해졌다. 농업 부문은 회복되고 있는데, 이것은 2009년에 좋은 강우량과 함께 20% 이상의 성장으로 이어졌다.

## 경제 성장
모로코는 지난 반세기 동안 지속적인 성장을 이룬 상당히 안정된 경제이다. 60년대에 1인당 경상 GDP는 47% 성장하여 70년대에 274%의 최고 성장을 기록했다. 그러나 이는 지속 불가능한 것으로 판명되었고 80년대에는 8.2%, 90년대에는 8.9%로 급격히 성장세가 축소되었다.
모로코의 주요 수출 시장이자 관광객 공급원인 유로존의 수요 증가가 더 둔화될 것으로 예상됨에 따라 관광업과 비농업 산업의 전망이 2009년~2013년 동안 실질 GDP 성장은 평균 5.5%로 예상된다. 성장은 빈곤과 실업에 큰 영향을 미치는 것으로 널리 간주되는 8~10% 수준을 훨씬 밑돌 것이다. 경제성장은 또한 주기적인 가뭄이 모로코 최대 고용주인 농업 부문에 미치는 영향에 의해 간헐적으로 방해를 받을 것이다.

## 농업
농업은 모로코 노동력의 약 40%를 고용한다. 북동부의 비 오는 지역에서는 보리, 밀, 그리고 다른 곡물들이 관개 없이 재배될 수 있다. 대서양 연안에는 광활한 평원, 올리브, 감귤류 과일, 그리고 포도주가 재배되는데, 주로 데카르트 우물에서 공급되는 물과 함께 재배된다. 모로코는 또한 상당한 양의 불법 해시시를 생산하는데, 그 중 많은 양이 서유럽으로 운송된다. 가축이 사육되고 숲은 코르크, 캐비닛 목재, 건축 자재를 생산한다. 해양 인구의 일부는 생계를 위해 물고기를 잡는다. 아가디르, 에사우이라, 엘자디다, 라라슈는 중요한 어업 항구이다.

### 육지
모로코는 착취할 수 있는 많은 자원을 가지고 있다. 모로코는 약 85,000 평방 킬로미터의 경작지와 일반적으로 온화한 지중해성 기후로 농업 잠재력은 아랍이나 아프리카 국가들과 대적한다. 모로코는 식량 생산에서 자급자족할 수 있는 잠재력을 가진 몇 안 되는 아랍 국가 중 하나이다. 보통 해에 모로코는 국내 소비에 필요한 곡물의 2/3를 생산한다.
모로코는 감귤류 과일과 초기 채소를 유럽 시장에 수출한다. 그것의 와인 산업이 발전하고 있고 상업적인 농작물 (면, 사탕수수, 사탕무, 그리고 해바라기)의 생산이 확장되고 있다. 차, 담배, 콩과 같은 새로운 작물들은 실험 단계를 통과했고, 비옥한 가르브 평야는 그들의 재배에 유리했다. 모로코는 궁극적으로 250만 에이커(100만 헥타르) 이상을 관개할 관개 잠재력을 적극적으로 개발하고 있다.

### 어업
모로코의 어업 산업은 농업의 56%, 총 수출의 16%를 차지하는 주요 외환 수입국이다. 오랫동안 그 산업은 그 나라의 경제적 지주였다. 모로코는 2001년에 1,084,638 MT의 총 어획량을 가진 아프리카에서 가장 큰 수산 시장으로 여겨진다.

## 산업

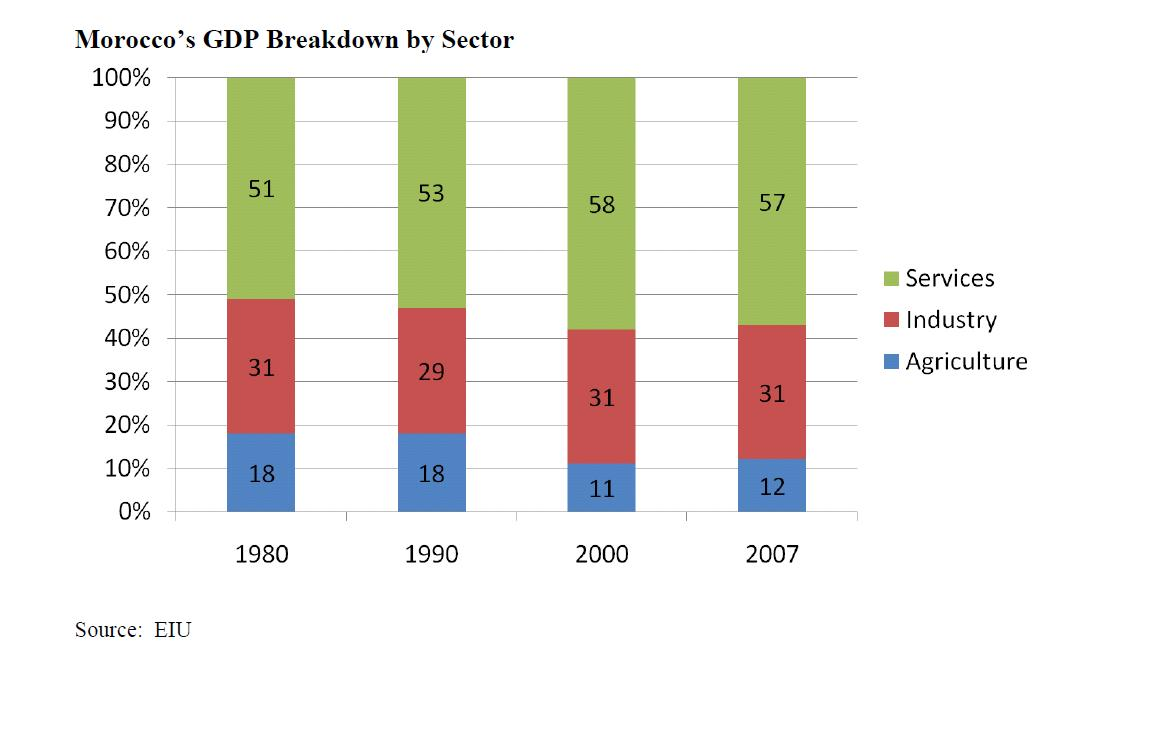
모로코의 부문별 GDP (1980년~2007년)

모로코의 산업 부문은 최근 몇 년간 누려온 강력한 성장을 계속할 것으로 보인다. 산업활동은 2007년에 5.5%의 증가를 기록했는데, 이는 그 부문이 4.7% 성장했던 2006년에 비해 소폭 증가한 것이다. 이 부문의 부가가치는 2007년에 5.6% 증가했다. 전반적으로 GDP에 대한 산업활동의 기여도는 농업 부문의 성과에 따라 매년 약 25퍼센트에서 35퍼센트 사이를 변동한다. 산업 부문은 2007년에 고용의 약 21.1%를 차지했고, 그 부문은 실업률을 억제하기 위한 정부의 노력의 핵심 요소이다. 이 부문은 또한 높은 수준의 FDI를 유치하고 당국은 오프쇼어링 활동, 자동차, 항공, 전자제품, 식품 가공 활동, 바다 제품 및 섬유에 특히 관심을 기울이면서 투자 환경을 개선하기 위한 이니셔티브를 발표했다. 다른 중요한 산업 부문에는 광업, 화학, 건설 자재, 제약이 포함된다. 모로코의 산업 부문의 미래는 밝아 보인다. 특히 새로운 계획이 모로코를 다양한 분야에서 더 세계적인 경쟁력을 갖추게 하기 때문이다.

### 제조업
제조업은 국내총생산의 약 6분의 1을 차지하며 경제에서 꾸준히 성장하고 있다. 모로코의 산업구조에서 특히 중요한 두 가지 요소는 수출을 위한 원자재와 국내 시장을 위한 소비재 제조이다. 많은 작전은 식민지 시대로 거슬러 올라간다. 1980년대 초까지만 해도 정부의 개입이 지배적이었고 주요 초점은 수입 대체에 있었다. 그 이후로 강조는 국가 운영을 민영화하고 외국 자원을 포함한 새로운 민간 투자를 유치하는 쪽으로 옮겨갔다.
비료와 수출을 위한 인산염 광석을 가공하는 것이 주요 경제 활동이다. 수출(생선 통조림, 신선한 채소, 과일)과 국내 수요(제분 및 설탕 정제)를 위한 식품 가공도 중요하며, 국내에서 생산된 면과 양모를 이용한 직물과 의류 제조도 주요 외환원이다. 모로코의 철과 철강 제조업은 작지만 모로코의 국내 수요의 상당 부분을 차지한다.
제조업 부문은 가벼운 소비재, 특히 식료품, 음료, 섬유, 성냥, 금속 및 가죽 제품을 생산한다. 중공업은 석유 정제, 화학 비료, 자동차 및 트랙터 조립, 주조 공장 작업, 아스팔트 및 시멘트로 크게 제한된다. 가공된 농산물과 소비재의 대부분은 주로 지역 소비를 위한 것이지만 모로코는 통조림 생선, 과일, 와인, 가죽 제품, 직물뿐만 아니라 카펫과 황동, 은, 그리고 목재 기구와 같은 전통적인 모로코의 수공예품을 수출한다.
제조업 부문의 소유권은 대부분 민간에 있다. 정부는 제휴나 공동 자금 지원을 통해 인산염 화학 비료 산업과 설탕 제분 능력의 상당 부분을 소유하고 있다. 또한 자동차 및 트럭 조립 산업과 타이어 제조에 있어서도 주요 참여자이다.

## 서비스
정부 및 군사비를 포함한 서비스는 모로코 GDP의 약 4분의 1을 차지한다. 정부 지출은 정부가 자산의 상당 부분을 민간에 매각하려는 지속적인 노력에도 불구하고 서비스 경제의 절반을 차지한다. 1980년대 중반 이후 관광 및 관련 서비스는 모로코 경제의 점점 더 중요한 부문이었고 1990년대 후반에는 모로코의 가장 큰 외화 공급원이 되었다.
그 기간 동안 모로코 정부는 관광 산업과 관련 서비스의 발전에 대출과 세금 면제를 통해 상당한 자원을 투입했다. 정부는 또 서비스업 개발에 직접 자본투자를 했지만 1990년대 초부터 이 부동산들을 처분하기 시작했다. 매년 수백만 명의 관광객들이 모로코에 들어오는데, 그들 중 대부분은 프랑스, 스페인, 이탈리아, 독일, 영국, 네덜란드 등 유럽 뿐만 아니라 알제리, 미국, 일본, 중국 등지에서도 도착한다.

## 대외 무역

2019년 모로코 수출 비례대표

모로코는 상당량의 수출을 유럽 연합(EU)에 보내고 있다. 2018년 EU 수출품 중 42%는 스페인으로, 29%는 프랑스로 수출되었다. 스페인으로의 주요 수출품은 전자제품, 의류, 해산물이다. 2017년 현재 모로코로 수입되는 상품의 주요 원산지 역시 스페인과 프랑스이다.
최근 몇 년간 모로코는 인산염 수출에 대한 의존도를 줄였고, 공산품과 농산물의 수출국으로 부상했으며, 증가하는 관광지로 부상했다. 그러나 섬유와 같은 기초 공산품의 경쟁력은 낮은 노동 생산성과 높은 임금으로 인해 저해되고 있다. 모로코는 수입 연료에 의존하고 있고 식량 수입 요구량은 2007년처럼 가뭄 기간 동안 크게 증가할 수 있다. 모로코는 구조적인 무역 적자를 보이고 있지만, 이것은 일반적으로 관광과 디아스포라로부터의 대규모 송금 유입으로 인한 상당한 서비스 수입으로 상쇄되며, 모로코는 보통 경상수지 흑자를 내고 있다.
모로코는 1996년에 유럽 연합과 2000년에 발효된 협정에 서명했다. 이 협정은 1995년에 시작된 바르셀로나 과정(유로-지중해 파트너십)의 범위에 속하며 2012년에 계획된 자유무역 지역의 점진적인 이행을 예상한다.
2008년 1분기 호실적을 기록한 뒤 3분기에 수출이 둔화됐다가 1, 2분기에 급격한 증가세를 보인 후 인산염과 그 파생상품의 외국인 판매 감소에 이어 4분기(−16.3%)에는 급감했다. 하지만 평소 지율실적 평가에 이은 대표무역 기구에 따라 점점 인관역이 급증하고있다

### 국제 협정
모로코는 2008년 EU로부터 "선진국 지위"를 부여받아 유럽과의 상호 무역 관계를 강화했다. 모로코가 주요 경제 파트너들과 비준한 다양한 자유무역협정 중에는 2012년 유럽 자유 무역 연합을 통합하기 위한 목적으로 유럽 연합과 맺은 유럽-지중해 자유 무역 지역 협정, 이집트, 요르단, 튀니지와 체결한 아가디르 협정이 있다. 2006년 1월 1일 발효된 미국과의 미-모로코 자유 무역 협정과 최근 터키와의 자유교류의 협정이다.

## 같이 보기
- 아프리카의 경제